# Granadai Emírség

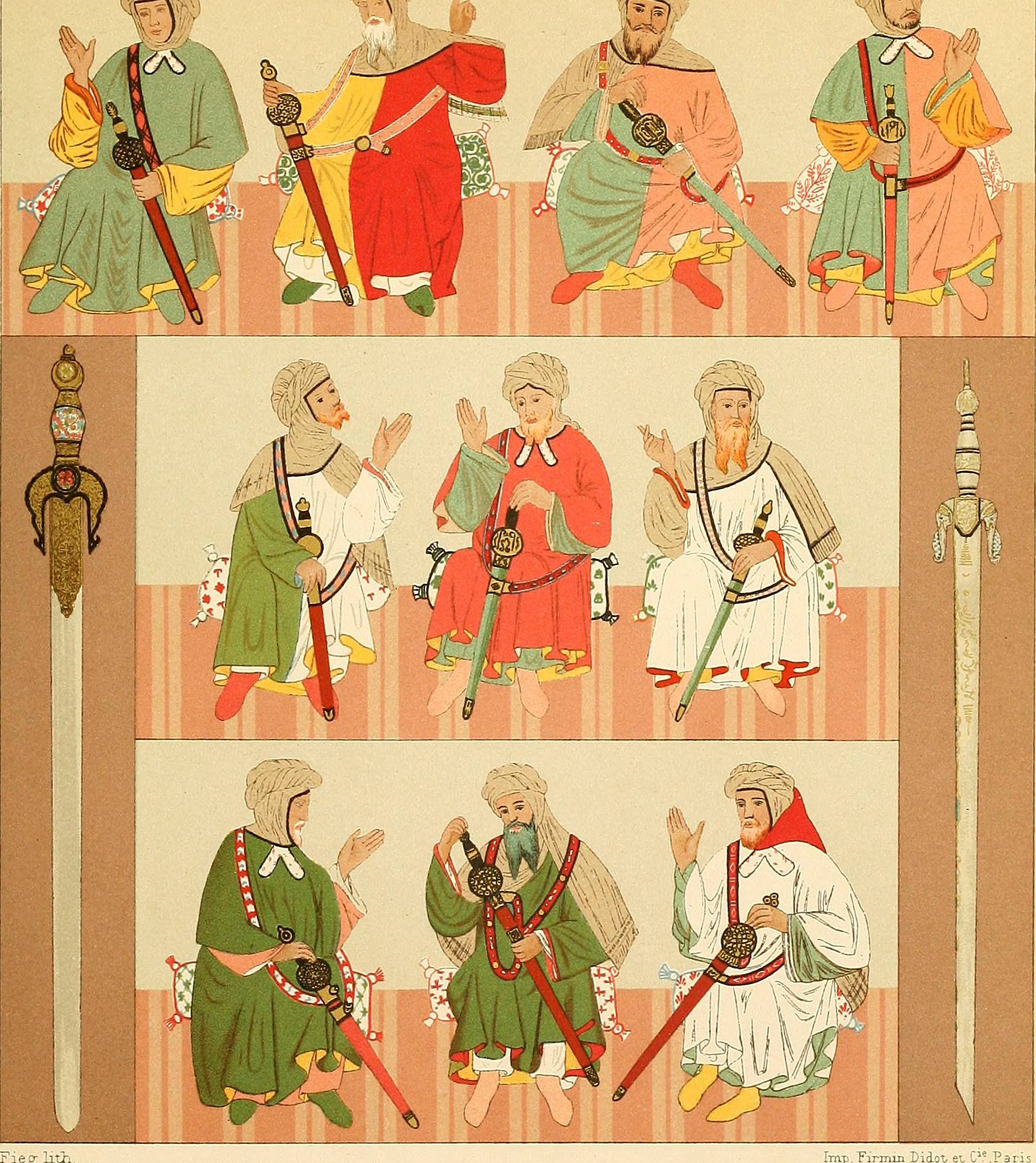
Korabeli öltözetek a Naszridák udvarában

A Granadai Emírség, a  granadai Naszridák  utolsó muszlim uralkodóháza (1223/1238 – 1492 ) volt Spanyolországban (al-Andalusz), Granada központtal.  Az Almohádok bukását kihasználva  kerültek hatalomra, miután Mohamed ibn Naszr (1232 –1273 vagy ibn al-Ahmár)  I. Mohamed névvel szultánná kiáltotta ki magát és meghódította a dél-spanyolországi területeket. Fiával, II. Mohameddel (1273 –1302) elismerték a III. Ferdinánd kasztíliai király fennhatóságát. A marokkói Marínidákkal és időnként spanyol keresztény királyságokkal kötött politikai játszmákkal viszonylagos függetlenséget értek el a térségben. A dinasztia   I. Júszuf (1333 – 1354) és V. Mohamed (1354 – 1359) uralkodása alatt érte el fénykorát, ekkor már a spanyolországi muszlimok utolsó menedékeként emlegették. 1417 után bekövetkező belső viszályok politikailag meggyengítették, ezért   gyors hanyatlásnak indult. Muláj Haszan (1464 – 1485)  és fivére al-Zagar rövid konszolidációja után Haszna fia XII. Mohamed (Boadbil, 1482 – 1483, 1485 – 1492) már nem tudta visszaverni  II. Ferdinánd aragóniai király  és I. Izabella kasztíliai királynő szövetséges csapatainak  támadásait, és 1492 januárjában feladta az ostromlott Granadát.

## Története

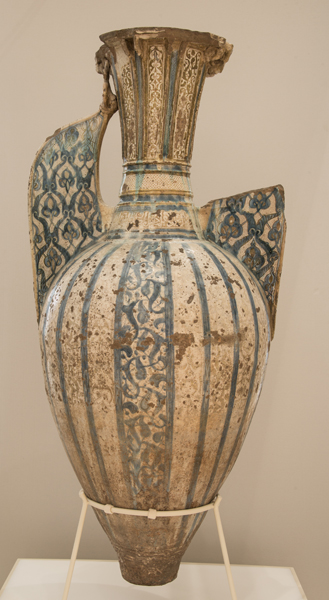
Váza az alhambrai gyüjteményből

A spanyol vidéki muszlim hercegségek versengései során a Jaén tartománybeli arjonai Mohamed ibn Júszuf Ibn Naszr, a Banú al-Ahmar dinasztiából vezető hatalomra tett szert, kihasználva az  Almohádok bukását, 1232-ben kikiáltotta az arjonai szultanátust,  amelyet Jaén, Guadix és Baza tartományok meghódításával bővített. Granada 1237-es elfoglalása után azt szultanátusa  fővárosává tette, ügyes politikai manőverekkel biztosította hatalmát, egyúttal saját belső ellenségeivel is kíméletlenül leszámolt. Elismerte  III. Ferdinánd kasztíliai király fennhatóságát, akinek hűbéresként Sevilla elfoglalásában (1248) is segítségére volt. 
Fiát,  II. Mohamedet még életében kijelölte utódjául, aki erős kézzel kormányozta a királyságot, de ő apjával ellentétben a kisebb, elsősorban észak-afrikai  muszlim uralkodóházakra támaszkodott a keresztény rekonquistákkal szemben.   A marokkói Marínidák azonban szövetség helyett vazallusukká tették, amiből csak – kihasználva a királyságok között dúló belső viszályokat – keresztény szövetségesekkel tudott szabadulni. XI. Alfonz segítségével kiűzte a Marídinákat a spanyol területekről, okos politikai alkukkal viszonylagos konszolidáció következett be a térségben, olyannyira, hogy még Kasztília is részlegesen a befolyása alá került. 
Fia, III. Mohamed (1302 – 1309) azonban nem bizonyult politikailag alkalmasnak apja eredményeinek megőrzéséhez. A marokkói Ceuta kikötőjének elfoglalásával hibát követett el, kiszolgáltatottá tette a kis Naszrida Emírséget, miután egyszerre több oldalról is (Marínida, Aragónia Kasztília)  fenyegetésnek tette ki.  A palotában lázadás tört ki, III. Mohamedet megbuktatták, a hatalmat fivére Naszr (1309 – 1314) veszi át, aki a Marínidákkal engedményekre kényszerült, majd annak fia I. Iszmáil (1314 – 1325) szövetséget is kötött velük. 1319-ben az előretörő kasztíliaiakat észak-afrikai berber csapatok segítségével a Granada környéki vegai csatában legyőzik. 1325-ben Iszmailt meggyilkolják, Granadát több oldalról is fenyegetik, IV. Mohamed (1325 – 1333) uralkodása alatt területi veszteségeket szenved.  
I. Júszuf (1333 – 1354) és V. Mohamed (1354 – 1359, 1362 – 1391) uralkodása alatt viszonylagos béke uralkodott, a lakosság a mezőgazdasági területeknek, a tengeri kereskedelemnek és a halászatnak köszönhetően viszonylagos jómódban élt, a granadai királyság fénykora erre az időszakra tehető. Ekkor építették át az Alhambrát és számtalan tudományos és művészeti iskola  megnyitása mellett megnyílt a királyság legnagyobb medreszéje is, ahol a szigorú  málikita madzhab (jogi iskola az iszlámban) oktatását tűzték ki célul. Az udvart olyan ismert tudósok és muszlim hírességek is meglátogatták, mint Ibn Battúta a világutazó és itt szolgált mint nagyvezír Ibn al-Hatíb történész is . Jelentős csillagászati és orvosi iskola létesült ebben az időszakban, Különösen III. Mohamed uralkodása alatt virágzott a költészet, de Júszuf és V. Mohamed is költők társaságában szeretett mutatkozni.   
Bár Júszuf megpróbálta békeszerződésekkel stabilizálni a királyságot, így Kasztíliával, Marokkóval és Aragóniával  is szerződéseket kötött, ám 1340-ben Kasztília Portugál segítséggel Taifánál  megtámadta birodalmát, majd  1354-ben Júszuf orgyilkosság áldozata lett. 
Fia V. Mohamed öt év múlva vereséget szenvedett Malagánál az egyesített keresztény flottától, ekkor  átmenetileg trónját is elvesztette, amit csak 1362-ben sikerült visszaszereznie. Megfelelő diplomáciai érzékkel stabilizálta birodalma határait, nemcsak a marokkói, hanem a keresztény királyságokkal is békét kötött és jó kapcsolatokat ápolt az egyiptomi mamlúkokkal is.
1394-ben, V. Mohamed halála után a kasztíliai seregek megtámadták a Naszrida Birodalmat, de VII. Mohamed szultán (1392 – 1408) keményen visszaverte a támadást, ám utóda III. Júszuf (1408 – 1417) a keresztények szövetségének újabb fenyegetésével volt kénytelen szembenézni.
A belső pártharcok, a kisebb emírségek belharcai tovább gyengítették a granadai királyságot. 1431-ben olyan súlyos vereséget szenvedtek a keresztény szövetségtől, hogy azok könnyedén iszlám területekhez jutottak, sőt a Granada falaitól pár kilométerre álló Elviránál vetették meg lábukat. A visszavágást nehezítette, hogy még 1421-ben, a pápa keresztes hadjáratra szólított fel a granadai  muszlimok ellen.  
1440-re a belső pártviszályok és anarchikus kormányzás következtében IX. Mohamed (1419 – 1447) uralma annyira meggyengült, hogy granadai státuszuk véglegesen veszélybe került, ám ugyanekkor a kasztíliai királyság is anarchiába süllyedt.  A hatalmat az erős kezű Abú'l Haszan Ali emír (más néven Muláj Haszan 1464 – 1482) volt képes rövid időre megerősíteni a hadsereg újjászervezésével és a testvére (Mohamed al-Zagal) által keltett lázadás leverésével, ám Aragóniai Ferdinánd és Kasztíliai Izabella házassága  (1469) már előrevetítette egy mindent elsöprő keresztény szövetség előképét a térségben. 
Abú'l Haszan Ali fia XII. Mohamed (közkeletű nevén Boadbil, vagy „El Rey Chico”) puccsot hajtott végre apja ellen, és átmenetileg megszerezte a trónt, ám 1483-ban a lucenai csatában a keresztények Aragóniai Ferdinánd vezetése alatt  elfogták, így továbbra is apja uralkodott haláláig, 1485-ig, amikor fivére, al-Zagal XIII. Mohamed néven a trónra került. Ferdinánd hatalmas váltságdíj fejében elengedte Boabdilt, aki 1486-ban nagybátyja ellen hadba vonult. Ferdinánd Granada bevételét tűzte ki célul és folyamatosan vette be a granadai emírség  muszlim erődítményeit, Rondát, Málagát, 1489-re Guadixot. 
1491-re ért Granada alá a keresztény sereg, amit Boabdil védelmezett, ám szabad elvonulás fejében 1492 január 2-án feladta a várost, ahova Ferdinánd és Izabella látványosan bevonult. 
Boabdil 1527 tájékán a marokkói szultán szolgálatában harc közben esett el.

## Naszrida uralkodók listája

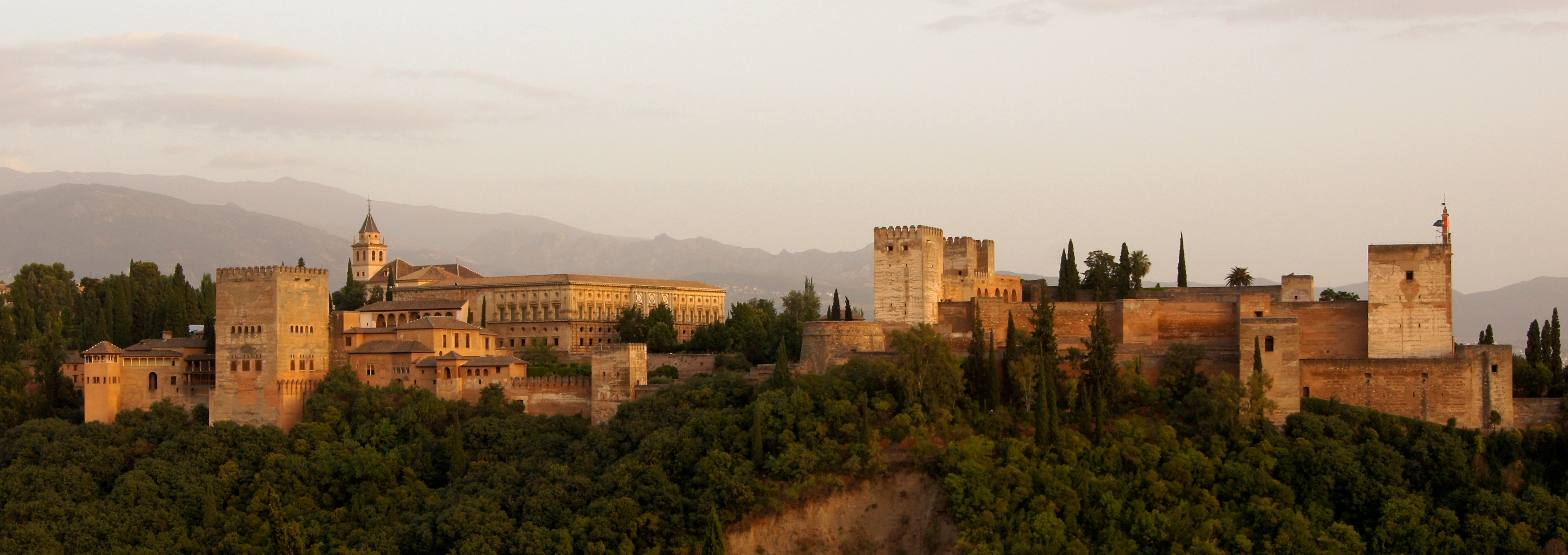
Az Alhambra látképe Granadában

| Időszak   | Uralkodó                     |
| 1238–1272 | Mohamed Ibn Júszuf Ibn Naszr |
| 1273–1302 | II. Mohamed al-Fakih         |
| 1302–1309 | III. Mohamed                 |
| 1309–1314 | Naszr                        |
| 1314–1325 | I. Iszmáil                   |
| 1325–1333 | IV. Mohamed                  |
| 1333–1354 | I. Júszuf                    |
| 1354–1359 | V. Mohamed                   |
| 1359–1360 | II. Iszmáil                  |
| 1360–1362 | VI. Mohamed                  |
| 1362–1391 | V. Mohamed                   |
| 1391–1392 | II. Júszuf                   |
| 1392–1408 | VII. Mohamed                 |
| 1408–1417 | III. Júszuf                  |
| 1417–1419 | VIII. Mohamed                |
| 1419–1427 | IX. Mohamed                  |
| 1427–1429 | VIII. Mohamed                |
| 1430–1431 | IX. Mohamed                  |
| 1432-1432 | IV. Júszuf                   |
| 1432–1445 | IX. Mohamed                  |
| 1445–1446 | V. Júszuf                    |
| 1446–1448 | X. Mohamed                   |
| 1448–1453 | IX. Mohamed                  |
| 1453–1454 | XI. Mohamed                  |
| 1454–1461 | Szajíd                       |
| 1462–1463 | V. Júszuf                    |
| 1464–1482 | Abú'l Haszan Ali             |
| 1482–1483 | XII. Mohamed (Boadbil)       |
| 1483–1485 | Abú'l Haszan Ali             |
| 1485–1486 | XIII. Mohamed                |
| 1486–1492 | XII. Mohamed (Boadbil)       |